# Ратае-над-Сазавоу
Ратае-над-Сазавоу (чеш. Rataje nad Sázavou) — рыночный городок в Среднечешском крае, Чешская Республика, в 27 км к юго-западу от Кутна-Горы и в 6 км к юго-востоку от Сазавы. В нем проживает около 500 жителей. Он расположен на реке Сазава. Центр рыночного города имеет историческое значение и охраняется законом как зона городских памятников.

## История
Первое письменное упоминание о Ратае-над-Сазавоу относится к 1156 году. В нем сообщается, что в поселении есть крепость и рынок. Нет никаких письменных сообщений о точной дате основания поселения, но, вероятно, это было около 946 года.
В середине X века на месте нынешнего замка был построен первый замок, частично кирпичный, частично деревянный. Укрепление использовалось, как пограничная крепость региона Злич. Это было доказано находкой бронзовых и керамических украшений в 1890 году, когда была построена дорога вокруг замка.
Город был перестроен после большого пожара в середине XIII века. Тогда он принадлежал королю, но вскоре Иоанн Богемский передал Ратай Йиндржиху из Липы. Паны из Липы также построили нижний замок под названием Пиркштейн. Гинце Птачек из Пиркштейна получил Ратае в 1420 году. Он был высшим гофмейстером и минцмейстером Богемского королевства, администратором королевских городов, включая Кутна-Гору, и опекуном будущего короля Йиржи из Подебрад. Это был самый важный владетель Ратае. Он похоронен в семейной усыпальнице в местной церкви.
Позже Ратае владели многие знатные семьи. Например, Ладислав, Вацлав и Жанна Малесицкая начали реконструкцию ренессансной части замка в эпоху с 1531 по 1579 год. В 1656 году Франц Вильгельм Тальмберкский начал реконструкцию всего замка, а его сын Франц Максимилиан Леопольд завершил ее. Ратае принадлежал семье Лихтенштейнов с 1772 по 1919 год. Муниципалитет Ратае купил замок в 1933 году и разместил там муниципальное управление, почтовое отделение, полицейский участок и школу.

## Население
| Год  | Численность | Численность |
| ---- | ----------- | ----------- |
| 1869 | 1223        | [ 7 ]       |
| 1880 | 1238        | [ 7 ]       |
| 1890 | 1245        | [ 7 ]       |
| 1900 | 1641        | [ 7 ]       |
| 1910 | 1184        | [ 7 ]       |
| 1921 | 1164        | [ 7 ]       |
| 1930 | 1084        | [ 7 ]       |
| 1950 | 970         | [ 7 ]       |
| 1961 | 942         | [ 7 ]       |
| 1970 | 935         | [ 7 ]       |
| 1980 | 740         | [ 7 ]       |
| 1991 | 621         | [ 7 ]       |
| 2001 | 583         | [ 7 ]       |
| 2014 | 527         | [ 8 ]       |
| 2016 | 537         | [ 9 ]       |
| 2017 | 527         | [ 10 ]      |
| 2018 | 522         | [ 11 ]      |
| 2019 | 508         | [ 12 ]      |
| 2020 | 513         | [ 13 ]      |
| 2021 | 526         | [ 14 ]      |
| 2022 | 538         | [ 15 ]      |
| 2023 | 561         | [ 16 ]      |
| 2024 | 544         | [ 5 ]       |

## Достопримечательности
- Замок Пиркштейн, который сейчас закрыт, впервые упоминается в 1366 году. К замку можно добраться по кирпичному мосту, средневековая башня находится на юго-востоке, а дворец, превращенный в дом священника, — на западной стороне.
- Замок Ратае в настоящее время состоит из трех частей: северной готики, южного ренессанса и западного барокко. В замке есть почтовое отделение, муниципальное управление и Музей Центрального Позави.
- Церковь Святого Матфея была построена в 1675—1691 годах по планам Эндрю де Гуарда.
- Часовня Святого Антония у дороги на Сазаву.
- Часовня Святого Вацлава

## В культуре
Воссоздание города в том виде, в каком он существовал в 1403 году, занимает видное место в чешской ролевой игре Kingdom Come: Deliverance.

## Транспорт
Есть два железнодорожных пути (014 и 212) и четыре железнодорожные станции: Rataje nad Sázavou, Rataje nad Sázavou předměstí a Mirošovice u Rataj nad Sázavou, Rataje nad Sázavou zastávka, Rataje nad Sázavou-Ivaň a Malovidy.

## Известные люди
- Иоанн Франциск Кристофер Талмберкский (1644—1698), епископ Градец-Кралове
- Антонин Войтишек (1771—1820), композитор
- Ян Пека (1894—1985), хоккеист